# 曲美他嗪
曲美他嗪（trimetazidine）是一种治疗心绞痛的药物，已被冠以许多种商品名销售。该药物是由法国Laboratoires Servier开发和销售的第一种细胞保护性抗缺血剂。它是一种抗缺血（抗心绞痛）代谢剂，通过抑制脂肪酸代谢来改善心肌葡萄糖的利用，也称为脂肪酸氧化抑制剂。

## 医疗用途
曲美他嗪通常被用于心绞痛的长期治疗，在一些国家（如法国）还用于治疗耳鸣与头晕。欧洲药品管理局（EMA）于2012年完成了对曲美他嗪的益处和风险审查，并建议限制使用含曲美他嗪的药物，以作为一线抗心绞痛治疗不能控制或不耐受情况下的心绞痛附加治疗。
心绞痛患者的对照研究显示曲美他嗪增加了冠脉血流储备，从而延缓与运动有关的缺血发作，限制了运动造成的血壓快速波动，并对心率没有显著影响，显着降低了心绞痛发作的频率，并使因心绞痛而使用硝酸盐显着减少。
在患有冠狀動脈疾病的糖尿病患者中，它改善了左心室功能。近期，人们发现曲美他嗪对不同病因造成的心脏衰竭都有效果。

## 用作表现增强物质
曲美他嗪被列入世界反兴奋剂组织（WADA）“激素和代谢调节剂”类别下的禁用物质清单，并且在任何时候都禁止在“赛内和赛外”使用它。2014年，中国奥运会游泳冠军孙杨对四个月前刚被禁止的曲美他嗪的检测呈阳性，因此被中国游泳协会禁赛三个月。2015年1月，WADA将曲美他嗪从“兴奋剂”重新分类并降级为“心脏代谢调节剂”。2022年2月，原定于2月8日星期二举行的2022年奥运会花样滑冰团体项目的颁奖典礼被推迟，原因是因为国际奥委会（IOC）发言人马克·亚当斯将这种情况描述为需要与国际滑冰联盟（ISU）“法律咨询”的情况。几家媒体在星期三报道称，该问题与俄罗斯奥委会的卡米拉·瓦莉娃对曲美他嗪的检测阳性有关，检测于2月11日正式确认，结果待查。2月9日，瓦莉娃被俄罗斯反兴奋剂机构（RUSADA）清除。IOC、WADA和ISU正对RUSADA的决定提出上诉。

## 不良反应
人们曾认为曲美他嗪是一种安全性高、耐受性好的药物。 它与单胺氧化酶抑制剂相互作用。
关于曲美他嗪对死亡率，心血管事件或生活质量影响的信息很少。 使用临床重要结果比较曲美他嗪与常规抗心绞痛药物的长期随机对照试验是合理的。 最近，一项国际多中心回顾性队列研究确实表明，在不同病因的心力衰竭患者中，在常规最佳治疗方案中添加曲美他嗪可以改善死亡率和发病率。
EMA建议医生不要再为有耳鸣、眩晕或视力障碍的患者开曲美他嗪。 最近的EMA评估还显示帕金森症候群(或 锥体外症候群)症状(如震颤、僵硬、运动障碍、张力亢进), 步态不稳, 不宁腿综合症, 其他相关运动障碍的高可能性, 停药后可逆。 因此，建议医生不要给帕金森病患者，有帕金森症候群、震颤、不宁腿综合征或其他相关运动障碍的患者开药，也不要给严重肾功能衰竭的患者开药。

## 作用机制
曲美他嗪阻碍长链HADHB生成，从而抑制脂肪酸的β-氧化并促进葡萄糖的氧化。在缺血的细胞中，要得到同样多的能量，与脂肪酸β-氧化相比，葡萄糖氧化消耗的氧气更少。因此，曲美他嗪使细胞缺血时也能获取足够的能量，并维持其代谢。这样，缺氧或缺血细胞内的ATP浓度便不会下降，这保证了离子泵与跨膜钠-钾运输的正常运作，保持着细胞的动态平衡。

## 商品名
曲美他嗪已被冠以众多品牌名分销，包括：3 Kat、Adexor、Aiyiling、Angimax、Angimet、Anginox、Angintriz、Angiozil、Angirel、Angirid、Angitrim、Angivas、Angivent、Antoris、ApoTrimet、Apstar、Atanol、Bustidin、Cardimax、Carvidon、Curime、Cyto-Protectin、Cytogard、Dilatan、Dimesar、Domisin、Energotrim、Feelnor、Idaptan、Imovexil、Intervein、Invidon、Kardin、Liomagen、Matenol、Metacard、Metacardia、Metagard、Metazydyna、Mezitan、Miozidine、Moduxin、Neotri、Novazidine、Portora、Prectazidine、Predizin、Predozone、Preductal、Predutrim、Preduxl、Protevasc、Rimecor、Setal、Sitorel、Tacirel、Tazidinol、Tazz、TevaTrim、TMZ、Triacyt、Tricardia、Triguard、Trimductal、Trimecard、Trimeductan、Trimektal、Trimeluzine、Trimepect、Trimerel、Trimet、Trimetacor、Trimetaratio、Trimetazidin、Trimetazidinã、Trimetazidine、Trimetazidinum、Trimetazigen、Trimetazydyna、Trimezar、Trimpol、Trizedon、Trizid、Trizidine、Tryme、Vascotasin、Vascotazin、Vashasan、Vasorel、Vasotrim、Vaspycar、Vastar、Vastarel、Vastazid、Vastinan、Vastinol、Vastor、Vestar、Vosfarel、Whilst、Ze Wei Er、Zidimet、Zidin、Zidmetin、Zilutra、Zimetin等。

## 拓展阅读
- Sellier P, Broustet JP. . Am J Cardiovasc Drugs. 2003, 3 (5): 361–9. PMID 14728070. doi:10.2165/00129784-200303050-00007.
- Génissel P, Chodjania Y, Demolis JL, Ragueneau I, Jaillon P. . Eur J Drug Metab Pharmacokinet. 2004, 29 (1): 61–8. PMID 15151172. doi:10.1007/BF03190575.